# Uebeschi
Uebeschi est une commune suisse du canton de Berne, située dans l'arrondissement administratif de Thoune.